# Ánna Veroúli
Ánna Veroúli (en grec moderne : Άννα Βερούλη, née le 13 novembre 1956 à Kavala) est une athlète grecque spécialiste du lancer de javelot. Elle est contrôlée à la positive à la nandrolone lors des Jeux olympiques d'été de 1984 et suspendue deux ans.

## Carrière

### Palmarès
| Date | Compétition           | Lieu        | Résultat | Performance |
| ---- | --------------------- | ----------- | -------- | ----------- |
| 1982 | Championnats d'Europe | Athènes     | 1re      | 70,02 m     |
| 1983 | Jeux méditerranéens   | Casablanca  | 1re      | 61,62 m     |
| 1983 | Championnats du monde | Helsinki    | 3e       | 65,72 m     |
| 1984 | Jeux olympiques d'été | Los Angeles | —        | Déclassée   |
| 1988 | Jeux olympiques d'été | Séoul       | 19e      | 58,52 m     |
| 1990 | Championnats d'Europe | Split       | 8e       | 59,32 m     |
| 1991 | Jeux méditerranéens   | Athènes     | 1re      | 60,34 m     |